# 长江三角洲地区多层次轨道交通规划

《长江三角洲地区多层次轨道交通体系规划》，为中华人民共和国国家发展改革委员会印发的有关长江三角洲地区的轨道交通和铁路规划，于2021年6月正式发布。

## 歷史
2019年，安徽省发展改革委陪同国家发展改革委基础司开展长三角多层次轨道交通体系规划调研。同年，浙江省杭州市发改委综合交通处负责人表示，杭州发改委正在推动宁杭二通道纳入长三角多层次轨道交通体系规划，杭州市发改委综合交通处负责人透露，杭临绩项目也有望列入。
2020年，长江三角洲地区交通规划出炉，透露编制长三角多层次轨道交通体系规划。同年，江苏省南京市《南京日报》透露，宁和城际二期初步列入该规划。同年，江苏省南京市江北新区透露，宁滁城际南京段列入该规划。同年，江苏省泰州市《靖江日报》透露，无锡-靖江-江阴线在该规划中。同年，全国人大代表陆永泉提议，将江苏城际铁路纳入长三角多层次轨道交通体系规划。同年，安徽省池州市发改委副主任张时旺介绍，长九池高铁中的九江至池州段作为沿江快速通道的重要组成部分，已纳入长三角多层次轨道交通体系规划（初稿）。同年，安徽省滁州市力争宁天城际二期，和县--全椒--滁州--天长--扬州城际，滁州—乌衣—南京城际列入该规划。同年，据浙江省宁波市象山县交通局透露，宁波至象山城际需待该规划批复后立项，预计批复时间为2020年下半年。同年，湖州市力争南通至苏州至湖州城际铁路、水乡旅游线、湖州至嘉兴城际、湖州至德清市域铁路、湖州至安吉市域铁路、安吉至德清市域铁路、湖州中心城市轨道交通4条线。纳入长三角多层次轨道交通体系规划。同年，南通规划江海快线、机场快线纳入国家长三角多层次轨道交通体系规划，同年，中华铁道网曝光安徽省合肥地铁S2、S3、S4、S5正申请纳入《长三角地区多层次轨道交通一体化发展规划》。2021年6月7日，正式印发。